# Antonio Quarracino
Antonio Quarracino (Pollica, Salern, 8 d'agost de 1923 – 28 de febrer de 1998) va ser un cardenal argentí de l'Església Catòlica i Arquebisbe emèrit de Buenos Aires entre 1990 i 1998.

## Biografia
Antonio Quarracino va néixer a Itàlia, però la seva família emigrà a l'Argentina quan només tenia quatre anys. La família s'instal·là al poble de San Andrés de Giles. Ingressà al seminari de La Plata i va ser ordenat prevere el 22 de desembre de 1945 a Luján. Va ser professor al Seminari Diocesà de Mercedes i ensenyà teologia a la Universitat Catòlica Argentina.
Va ser nomenat bisbe de Nueve de Julio pel Papa Joan XXIII el 3 de febrer de 1962, rebent la seu episcopal el 8 d'abril d'aquell any. El 3 d'agost de 1968 el Papa Pau VI el traslladà a la diòcesi d'Avellaneda, la nova catedral del qual es construí durant el seu mandat.
Com a bisbe de Nueve de Julio, Quarracino participà en totes les sessions del Concili Vaticà II i adherí al progressisme post-conciliar dels anys 60; va ser un dels primers sacerdots a integrar i donar suport al Moviment de Sacerdots pel Tercer Món, però amb els anys va anar girant vers el conservadorisme doctrinari.
El Papa Joan Pau II el va promoure a l'arquebisbat de La Plata el 18 de desembre de 1985 i, finalment, a l'arquebisbat de Buenos Aires el 10 de juliol de 1990, sent nomenat a més Primat de l'Argentina. Va ser elegit President de la Conferència Episcopal Argentina al novembre, sent reelegit fins a 1996. Va ser elevat a Cardenal per Joan Pau II al consistori del 28 de juny de 1991.
Va ser una figura important dins del diàleg intereligiós amb el judaisme. Durant una visita a Israel el 1992 va ser condecorat per institucions jueves per aquesta causa i, el 1997, va ser posar un mural a la Catedral Metropolitana de Buenos Aires en commemoració a les víctimes de l'Holocaust, les bombes de l'Ambaixada d'Israel i l'AMIA.
Quarracino va tenir inclinacions periodístiques i, a La Plata, transformà la revista informativa de l'arquebisbat en una publicació temporal. Com a Arquebisbe de Buenos Aires, les seves aparicions a la televisió eren habituals i regulars; participava en un espai del programa religiós "Claves para un mundo mejor" del canal estatal Canal 7.
Quarracino parlà sobre temes compromesos. Un dels més notables va ser el seu suport el 1982 a un projecte de llei per a investigar els crims del Terrorisme d'Estat, per «contribuir a la reconciliació». Això podria ser un precedent de la "Llei de Punt Final", de 1986.
Quarracino s'oposà a les polítiques del President Raúl Alfonsín (1983-1989), acusant polítics de corrupció, senyalant-la com a causa de la "pobresa nacional". Malgrat tot, va ser amic del President Carlos Menem (1989-1999), que va ser molt criticat per altres dignataris de l'Església, com el cardenal Raúl Francisco Primatesta. De tota manera, ja fos per l'amistat amb el llavors President o per convicció pròpia, manifestà "alegria" en ocasió dels decrets 2741, 2742 i 2743 d'indult.
El 1994, en una intervenció televisiva, Quarracino parlà contra l'homosexualitat, dient que lesbianes i gais haurien de ser «tancats a un ghetto» i que «els homosexuals són una taca bruta a la faç de la Nació». Això comportà una acusació de discriminació, que no va ser considerada per la justícia a causa que la llei antidiscriminació 23592 no cobria l'orientació sexual. Quarracino tornà a discriminar tres anys després, quan expressà que el terme "homosexualitat" és «una desviació de la naturalesa humana, com la bestialitat».
Quarracino va morir el 1998 als 74 anys, a causa d'una obstrucció intestinal. Va ser succeït autormàticament pel seu arquebisbe coadjutor, el jesuïta Jorge Mario Bergoglio.